# EMI America Records

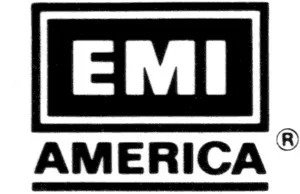
Logo de EMI America Records

EMI America Records es una empresa fundada en 1978 por EMI siendo su segundo sello discográfico en los Estados Unidos junto con Capitol Records. Absorbió a Liberty Records en 1984. A finales de la década de 1980 EMI America se había consolidado con Manhattan Records formando EMI Manhattan Records, que posteriormente se conoció como EMI en 1990, entonces parte de EMI Records Group North America (ERG) en 1992. Actualmente, los sellos bajo esta compañía se encuentran controlados por la empresa Capitol Music Group de EMI.
En YouTube, se ha lanzado un canal de video con el nombre de EMI America, si bien contiene videos de varios sellos en la familia de empresas EMI en Estados Unidos. Existe también una página en MySpace.
Entre los artistas que ha tenido en su cartera se encuentran Selena, David Bowie, Queensrÿche, Red Hot Chili Peppers, George Thorogood and the Destroyers, Roxette, Kim Carnes, Barbara Mandrell, Sheena Easton, Blessid Union of Souls, Kim Wilde, Joe "Bean" Esposito, Naked Eyes, Talk Talk, Huey Lewis and the News, Go West, John Waite, Cliff Richard, entre otros. Actualmente por ejemplo los artistas Asia y Joss Stone trabajan para la empresa.